# Expansionspaket
Ett expansionspaket eller en expansion är ett tillägg till ett spel eller ett datorspel. Expansionspaketet utökar ett spel man redan har – detta kan innebära nya banor, vapen, figurer, farkoster och byggnader med mera, beroende på vilken typ av spel som utökas. För brädspel och rollspel har expansionspaket marknadsförts åtminstone sedan början av 1970-talet.
Vilka tillägg som ett expansionspaket innehåller beror på vilken genre det gäller. Till skjutspel erbjuder man framförallt nya vapen och motståndare, men även banor och texturer. Innan det blivit vanligt med 3D-grafik brukade man oftast bara lägga till nya vapen i spelarens arsenal, men på senare tid har man även infört andra ändringar, till exempel hur spelaren håller vapnet. Ibland byts de ursprungliga vapnen ut (se till exempel Jedi Knight: Mysteries of the Sith). Fienderna ändras oftast inte, även om det finns exempel även på detta (till exempel "Lost Soul" i Doom 3: Resurrection of Evil). 
I många strategispel finns också nya figurer. Ett typiskt exempel är Starcraft: Brood War, där varje ras får två nya spelbara enheter. Nya byggnader är inte lika vanligt, men även detta kunde man se i Rise of Nations: Thrones and Patriots.
Ibland säljs originalspelet tillsammans med ett eller flera expansionspaket. En sådan utgåva kallas deluxe edition, complete edition eller liknande.
Ett mindre expansionspaket kallas ibland för booster pack eller add-on, och kan ofta köpas endast via nedladdning.